# よかトピア通り
よかトピア通り（、ローマ字表記: Yokatopia Dōri）は、福岡県福岡市中央区福浜団地入口交差点から福岡県福岡市早良区室見川東川岸（愛宕大橋東詰）までの市道港福浜線・市道唐人町豊浜線2.7 kmに付けられた福岡市道路愛称。

## 概要
この通りがかつての海岸線であり、北側が埋立地である。周辺にはオフィスビルやマンション、公共施設が立ち並ぶとともに福岡PayPayドームへのアクセス道路であることから終日流れが絶えず、プロ野球の試合開催時には渋滞が激しい。
ちなみに、樋井川の河口近くに「よかトピア橋」が架かっているが、よかトピア通りはこの橋を通らず、2つ南の「百道浜橋」を通っている。

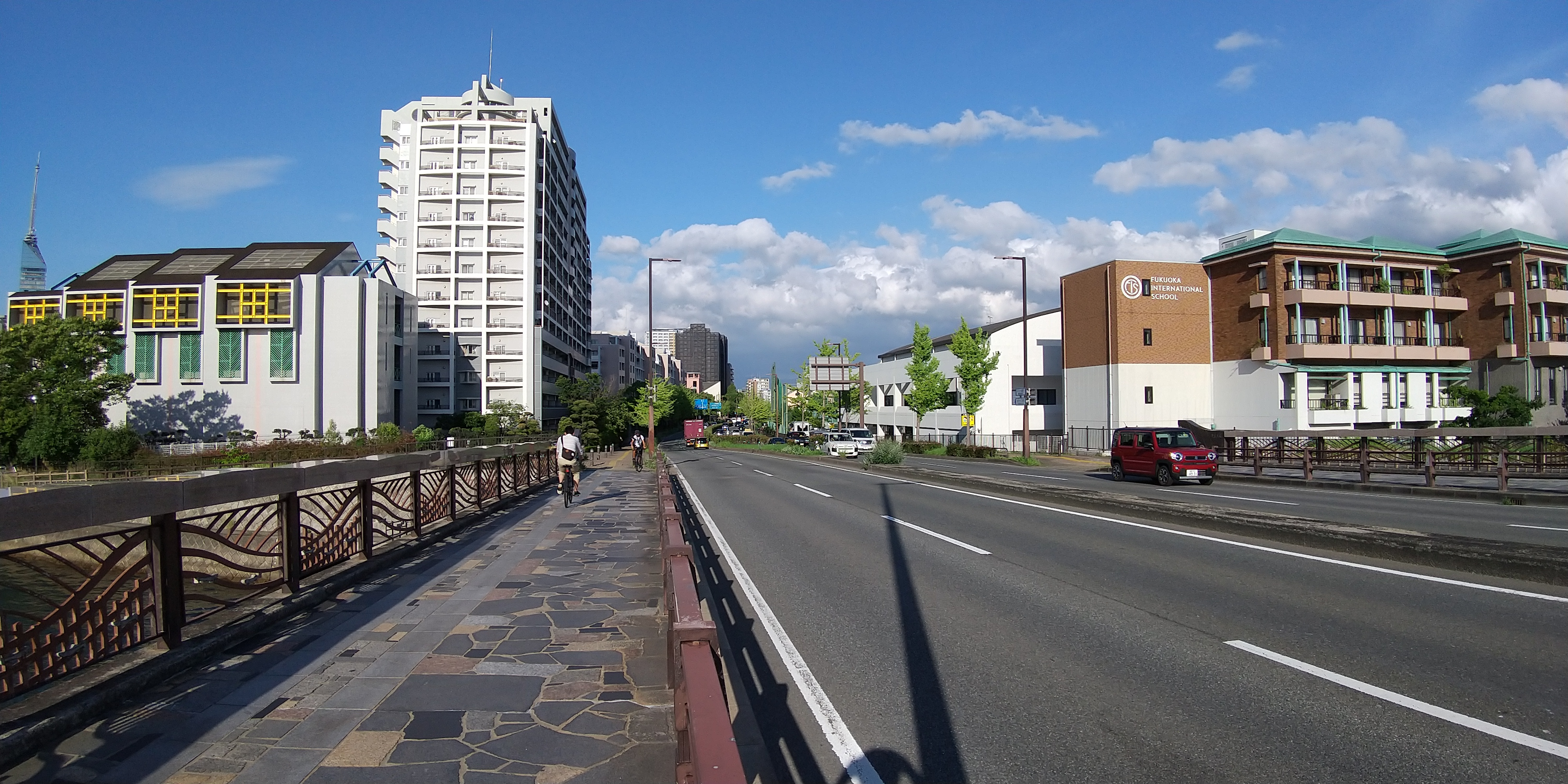
愛宕大橋付近

## 周辺
- 福浜団地
- 福岡市立こども病院・感染症センター（2014年に東区へ移転）
- ホークスタウン
  - みずほPayPayドーム
  - ヒルトン福岡シーホーク
  - MARK IS 福岡ももち
- 国立病院機構九州医療センター
- 大韓民国総領事館
- 中華人民共和国総領事館
- 西南学院中学校・高等学校
- 西南学院大学
- 早良消防署
- 福岡市博物館

## 通過する自治体
福岡県福岡市
- 中央区
- 早良区

## 主な接続路線
※（  ）内は接続する交差点
- 黒門川通り（福浜団地入口交差点）
- マリナ通り（室見川東川岸（愛宕大橋東詰））

## 愛称の由来
1989年に開催されたアジア太平洋博覧会の通称である「よかトピア」の会場へのアクセス道路であったことから（1989年の福岡市制施行100周年を記念した道路愛称事業により制定）。